# Au (München)

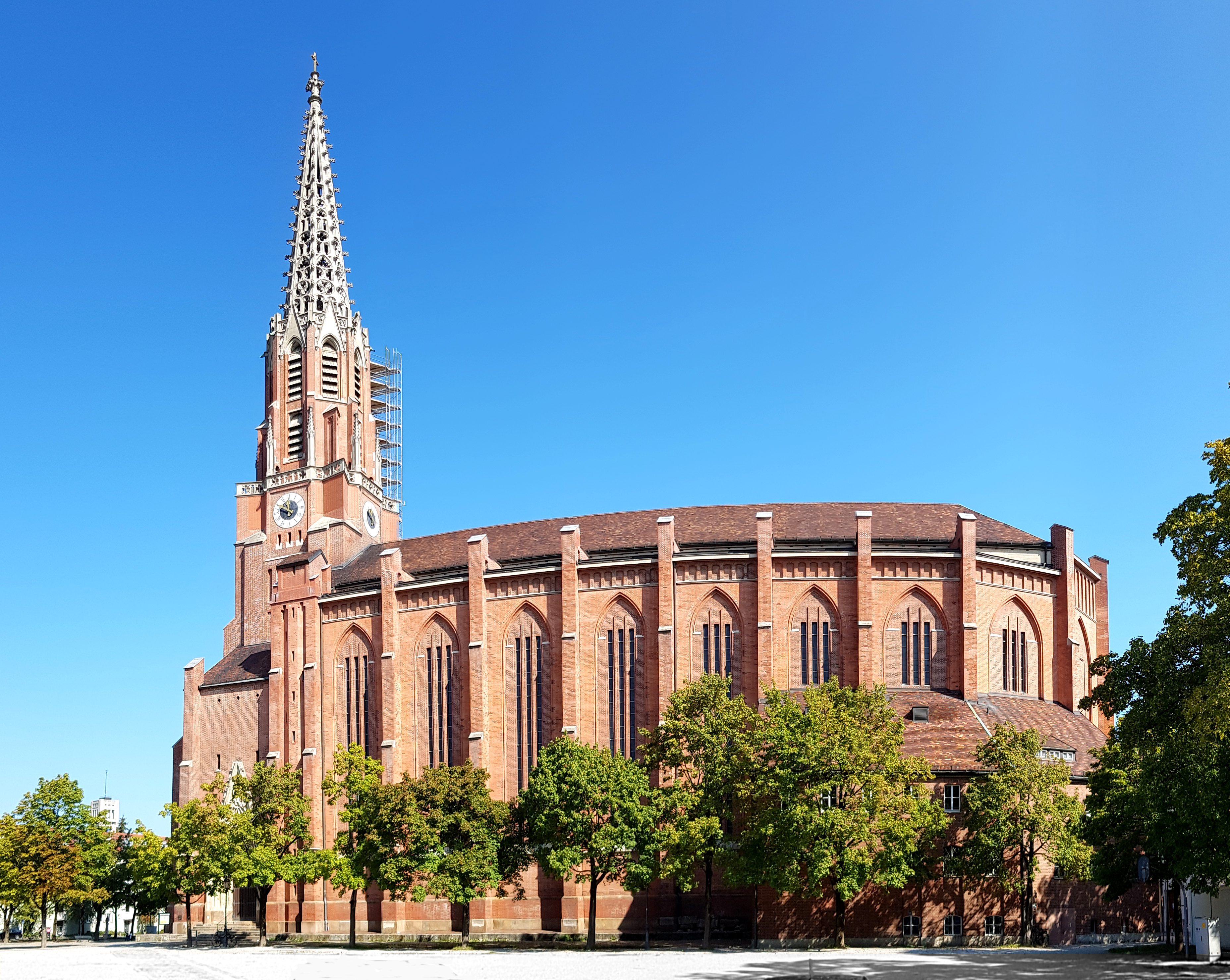
Die Mariahilfkirche, das Wahrzeichen der Au

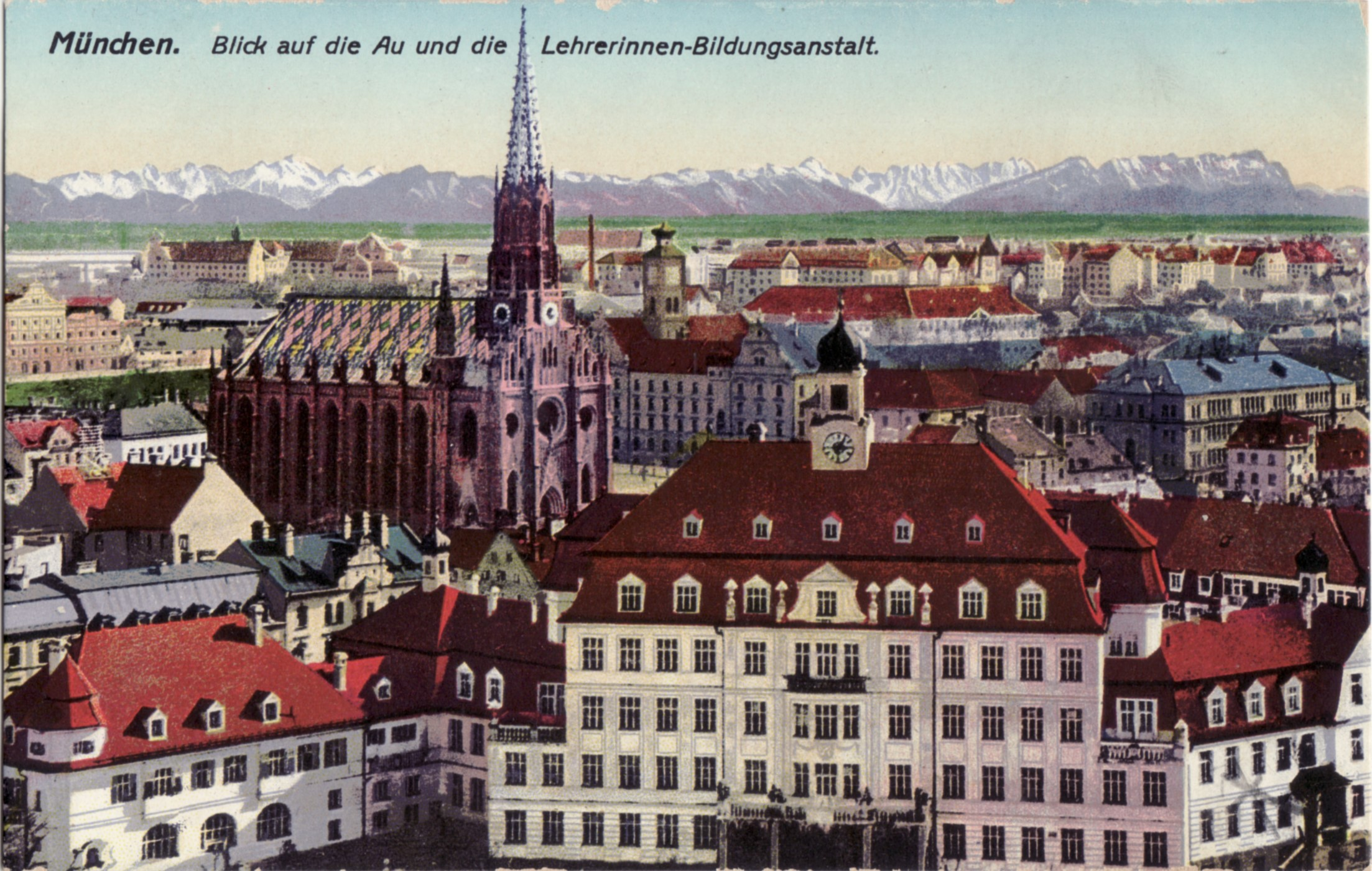
Blick auf die Au mit der Königlichen Lehrerinnen-Bildungsanstalt im Vordergrund (zerstört 1943)

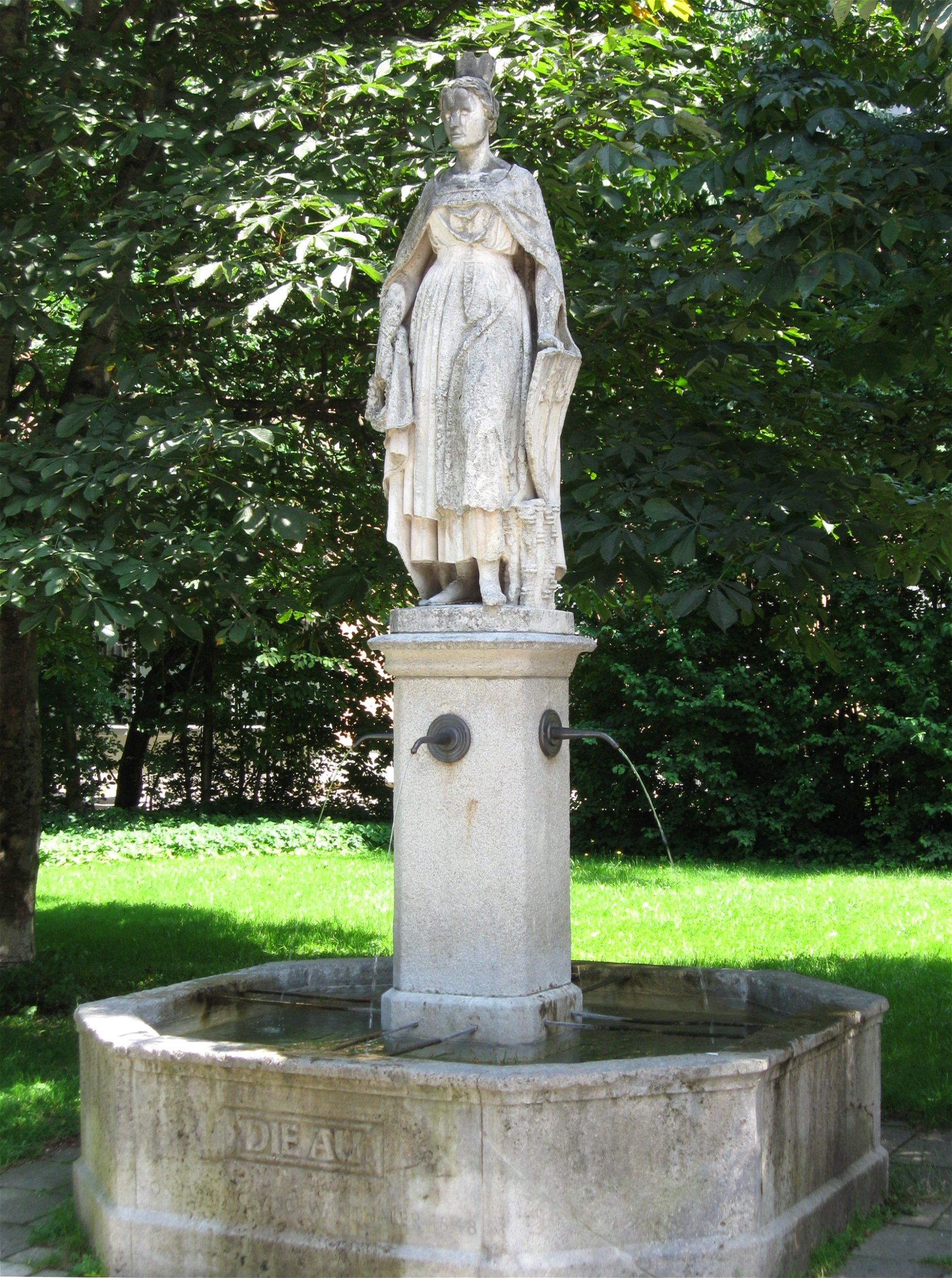
Der Augia-Brunnen
Allegorie des Stadtteils Au

Die Au ist ein Ortsteil in der südöstlichen Flussniederung der Isar in München im Stadtbezirk Au-Haidhausen, mit einer Fläche von 149,5 Hektar und 29.195 Einwohnern (Stand Dezember 2010). Sie wird noch in Untere und Obere Au unterteilt. In der Au steht am Mariahilfplatz neben der neugotischen Mariahilfkirche auch die Hauptdienststelle des Landratsamtes des Landkreises München.

## Lage
Die Au erstreckt sich rechts der Isar von der Wittelsbacherbrücke im Süden bis zur Ludwigsbrücke im Norden. Unterhalb der Hangkante des Isarhochufers liegt der Stadtbezirksteil Untere Au (88,6 Hektar, 16.519 Einwohner), oberhalb der Hangkante die Obere Au (61,0 Hektar, 12.676 Einwohner).
Im Norden und Osten ist die Au von dem Straßenzug Rosenheimer-, Hoch-, Rabl- und Balanstraße begrenzt, hier schließt sich der zum gleichen Stadtbezirk gehörende Stadtteil Haidhausen an. Im Südosten und Süden bilden die Bahngleise die Grenze zu Obergiesing, im Südwesten trennt die Humboldtstraße die Au von Untergiesing. Die nordwestliche Grenze bildet die Isar mit den entlang des Flusses verlaufenden Frühlingsanlagen.
Der Mariahilfplatz in der Mitte des Stadtteils markiert das Zentrum (Marktplatz) der einstmals eigenständigen Stadt.

## Geschichte
Die Au wird am 12. Dezember 1340 als Awe ze Gyesingen erstmals urkundlich erwähnt. Awe bedeutet Land am Wasser. Traditionell wurde die Au in die Teile Isarviertel, Sammerviertel, Klafterviertel und Bachviertel gegliedert.
Die Auwälder waren der Standort für die Falknerei der bayerischen Herzöge, woher der erhaltene Name der Falkenstraße stammt. Herzog Wilhelm IV. errichtete Anfang des 16. Jahrhunderts einen Neubau an der heutigen Falkenstraße 36. Bis ins 18. Jahrhundert hielt sich das Jagdhaus, an dem auch die Zucht der Greifvögel stattfand. Dann verlegte Maximilian II. Emanuel 1723 die Falknerei in den Münchner Westen vor das Neuhauser Tor.
Im Zuge der Gegenreformation wurde 1623 durch Herzog Wilhelm V. in der Au ein Kloster der Basilianer gegründet, das ab 1627 von Paulaner Mönchen geleitet wurde. Das Paulanerkloster unterhielt eine Brauerei, die den Vorläufer der heutigen Paulaner Brauerei bildet. Während der Fastenzeit brauten die Mönche ein Starkbier, den späteren Salvator. Das Isarhochhufer des Nockherbergs eignete sich ideal für einen kühlenden Bierkeller. Dort begannen die Mönche, das ursprünglich für den Eigengebrauch gebraute Bier zunehmend auch an das Volk auszuschenken. Im 18. Jahrhundert wurde es üblich, den bayerischen Kurfürsten zum alljährlichen Anstich des Starkbiers im Frühjahr einzuladen. Daraus entwickelte sich schließlich der spätere Salvatorkeller und das jährliche Starkbierfest auf dem Nockherberg.
Bereits vor der Säkularisation im Jahr 1806 hatte die Au über 6.000 Einwohner. Sie verfügte über fünf Kirchen und war Garnisonsstandort. 1808 wurde die Au als Vorstadt Au zur Stadt erhoben und ihr das Recht, Jahrmärkte abzuhalten, eingeräumt (Auer Dult). Ab 1818 bildete sie mit Untergiesing (womit damals die Siedlung am Nockherberg bezeichnet wurde) eine zusammenhängende Stadtgemeinde und war ab 1835 auch Sitz des Landgerichts Au, das für den Isarrain zuständig war. Am 1. Oktober 1854 erfolgte die Eingemeindung der Stadt Au mit den Gemeindeteilen Au, Untergiesing und Nord-Falkenau in die königliche Haupt- und Residenzstadt München. Bis Ende des 19. Jahrhunderts lebten in der Au weit mehr als dreimal so viel Einwohner wie Anfang des Jahrhunderts. Im Zweiten Weltkrieg wurde das Viertel größtenteils durch einen Luftangriff am 24./25. April 1944 zerstört, daher ist heute die Architektur der Nachkriegszeit vorherrschend.

## Kunstwerke im öffentlichen Raum
- Augia-Brunnen (Figur von Ludwig Michael von Schwanthaler)
- Bukolika von Martin Mayer.
- Graffito von Skore183, Riggauer Weg/Am Lilienberg 4.
- Mädchenstatue, Bronzefigur auf Steinsockel, von Hans Stangl, Frühlingsanlagen, gegenüber Eduard-Schmid-Straße 21.

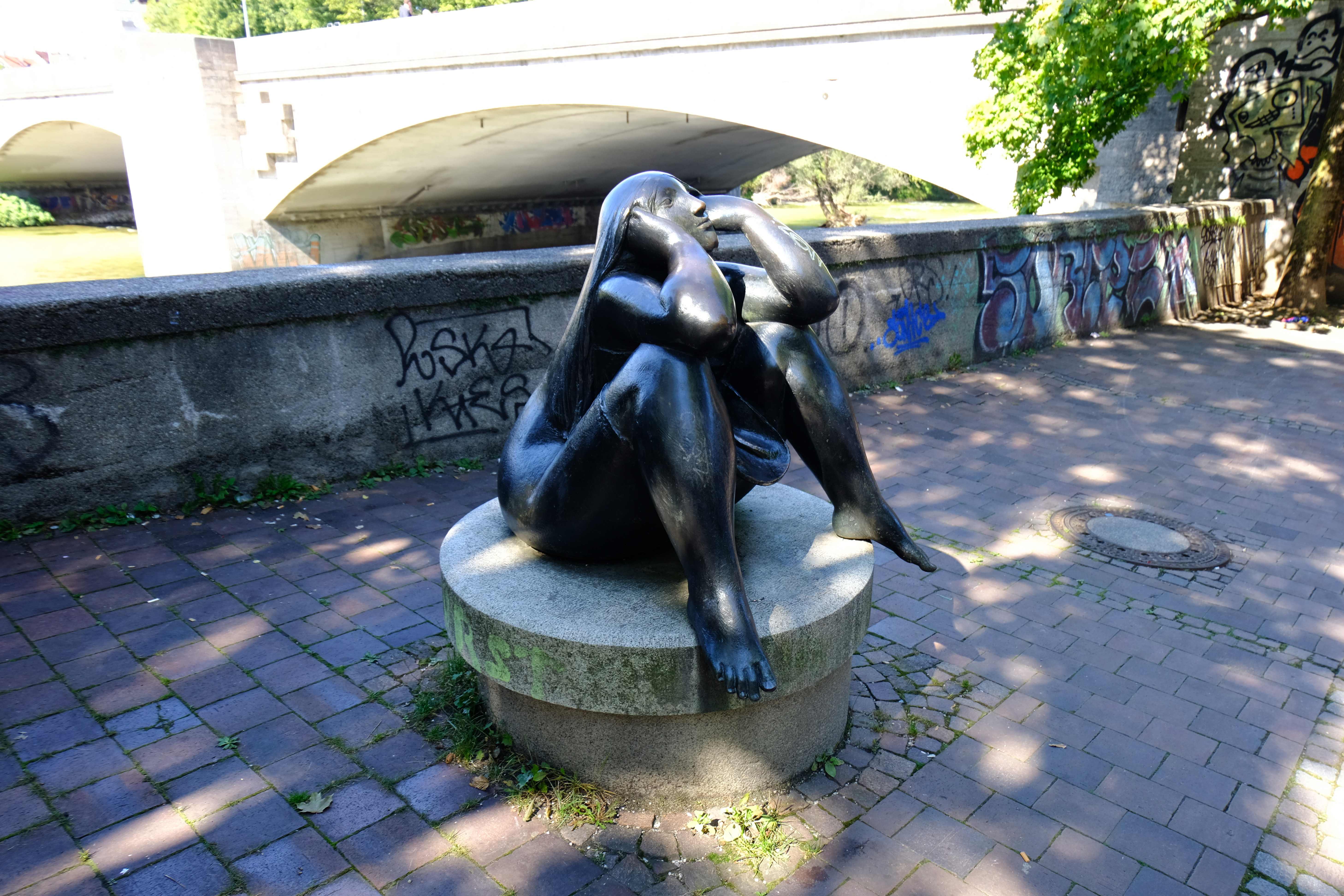
Bukolika
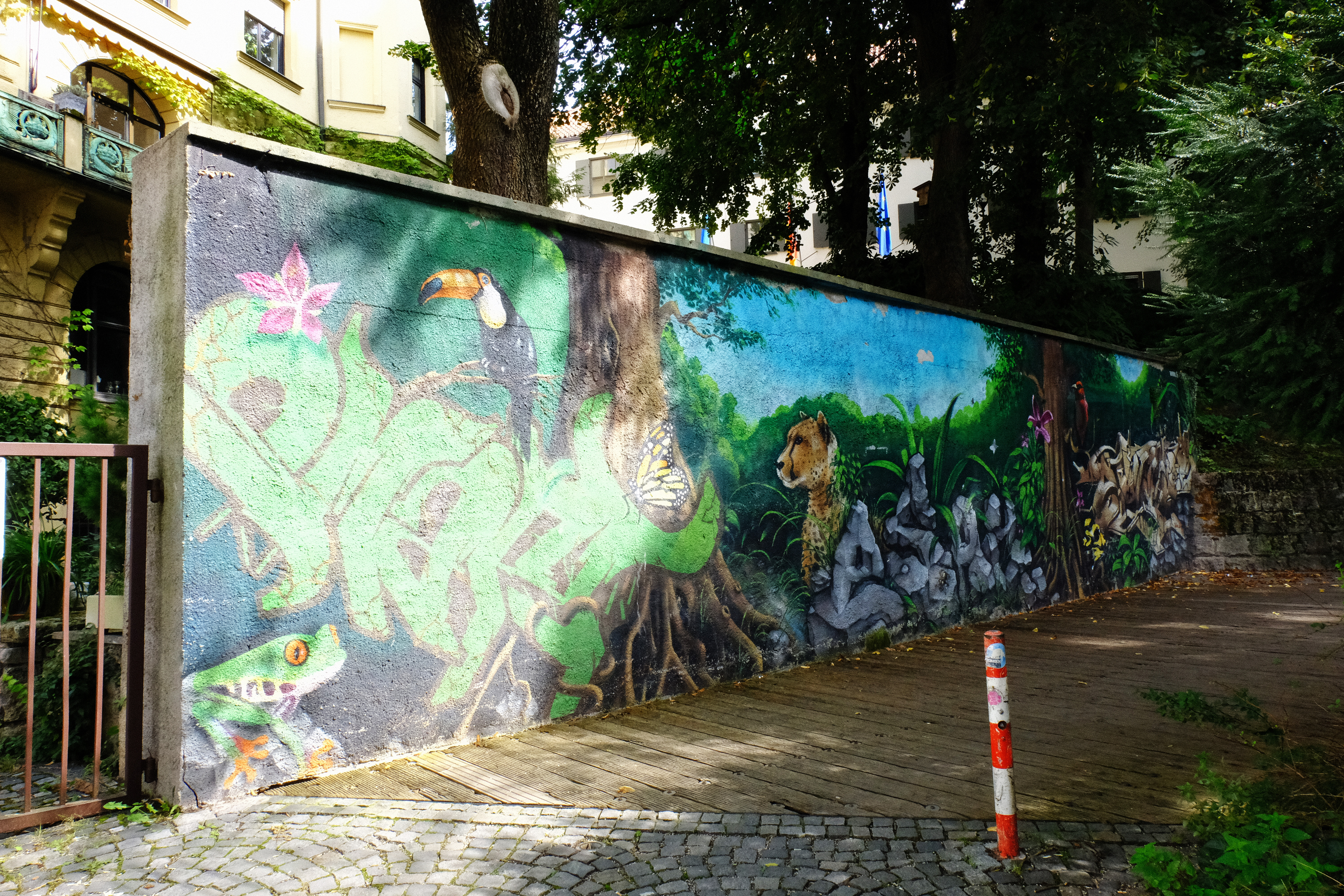
Das Graffito von Skore183 am Lilienberg
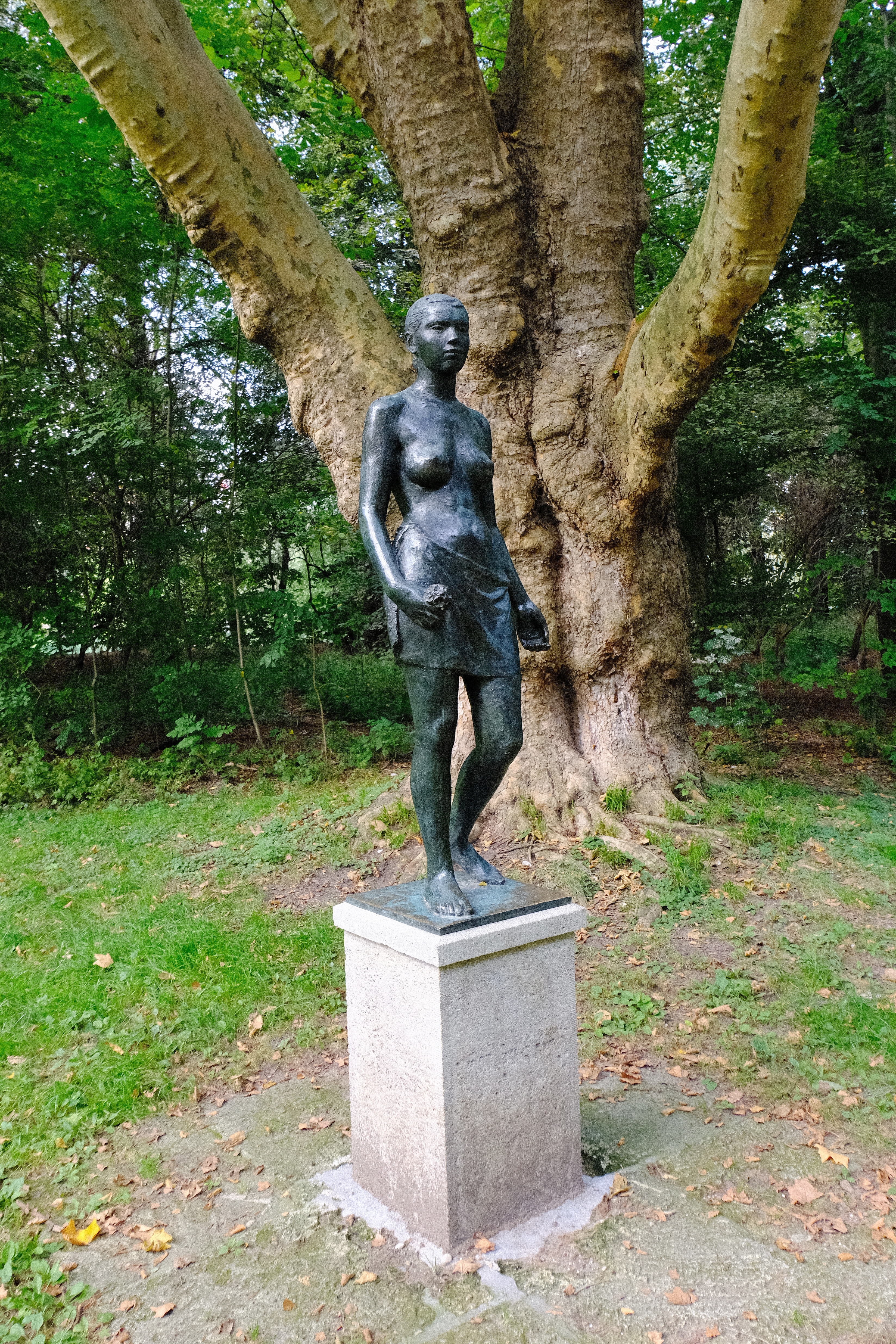
Mädchenstatue in den Frühlingsanlagen

## Diverses

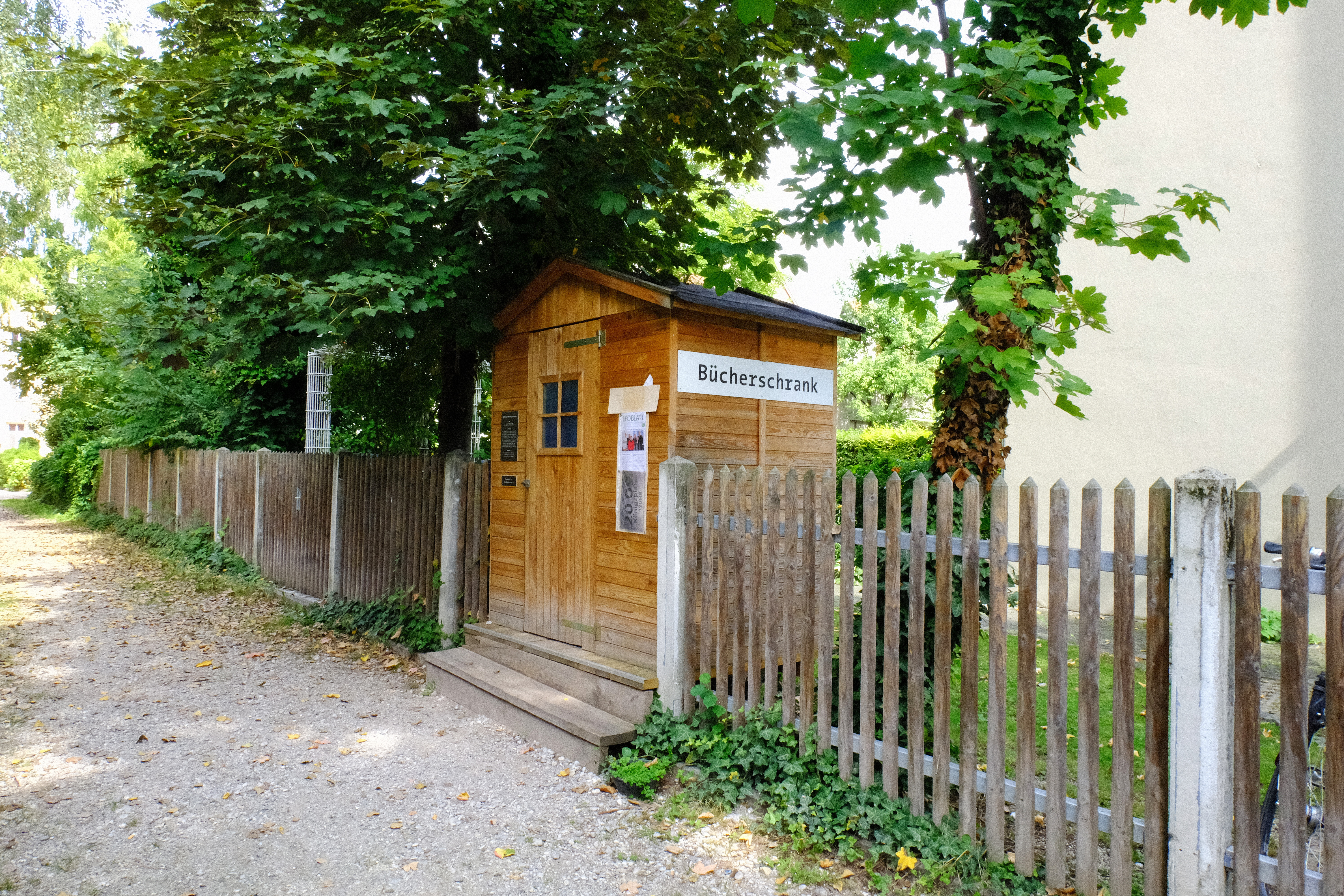
Der Bücherschrank in der Sammtstraße (2019)

- Dreimal jährlich findet auf dem Mariahilfplatz, der den Ortskern darstellt, die Auer Dult (größter Münchener Jahrmarkt) statt.
- Seit November 2011 befindet sich ein Carillon (Glockenspiel) in der Auer Mariahilfkirche.
- Georg „Katsche“ Schwarzenbeck, Fußball-Weltmeister von 1974, betrieb hier über 20 Jahre bis 2008 ein Schreibwarengeschäft (Ohlmüllerstraße 9).[6][7]
- In der Au befindet sich das Sudetendeutsche Haus, das Sitz diverser sudetendeutscher Institutionen ist.
- 2020 wurde das Sudetendeutsche Museum eröffnet.
- Das Münchner Original Karl Valentin wurde in der Au geboren und wuchs in der Zeppelinstraße auf.
- Durch den Stadtteil fließt der Auer Mühlbach.
- Seit Februar 2017 hat die Au einen öffentlichen Bücherschrank am Fußweg in der Sammtstraße.[8]

## Wappen der ehemaligen Stadt „Vorstadt Au“
Nachdem 1808 die Gemeinde Au zur Stadt erhoben worden ist, wurde ihr am 25. Juli 1808 durch das kgl. bayer. Landes-Commissariat von Bayern ein eigenes Stadtwappen verliehen. Vermutlich galt das Wappen auch für Haidhausen.
Beschreibung: Vor blauem Hintergrund ragen auf drei grünen Erhebungen (Nockherberg, Gebsattelberg und Lilienberg) an einem grünen Stiel mit sechs Blättern drei silberne Lilienblüten (Symbol der Marienverehrung) auf.
Bedeutung: Hinweis auf das in der Au gelegene und der unbefleckten Empfängnis geweihte Kloster am Lilienberg.
Nach der Eingemeindung in die königliche Haupt- und Residenzstadt München 1854 besitzt der Stadtrat der Landeshauptstadt München sämtliche Rechte zur Führung des Wappens.